# Il prete giusto
Il prete giusto è un romanzo di Nuto Revelli del 1998.
Il libro narra la storia di don Raimondo Viale, prete delle montagne sopra Cuneo che è stato partigiano durante la seconda guerra mondiale e fu uno dei Giusti che salvarono ebrei in quel periodo. Revelli lascia parlare il sacerdote, oramai anziano e scoraggiato, e gli fa raccontare la sua vita, limitandosi a inserire alcune note a piè di pagina dando una minima indicazione bibliografica sui nomi da lui fatti. Solo alla fine, in una postfazione, aggiungerà qualche nota storica per inquadrare il personaggio, senza dubbio "scomodo" tanto che nel dopoguerra sarà sospeso a divinis.

## Edizioni
- Il prete giusto, Collana Gli struzzi n.502, Torino, Einaudi, 1998, ISBN 88-06-15028-6; Collana Einaudi Tascabili 1241, Einaudi, 2004, ISBN 978-88-061-7059-2; Collana ET Scrittori, Einaudi, 2008, ISBN 978-88-061-9698-1; Introduzione di Gianfranco Ravasi, Collana ET Scrittori, Einaudi, 2021, ISBN 978-88-062-5009-6.